# Фабрика дувана Сарајево
Фабрика духана Сарајево (бошњ. Fabrika duhana Sarajevo) (скраћено ФДС) је сарајевско предузеће које се бави прерадом дуванских производа.
Основан 1880. ФДС је једно од четири прве индустријске компаније у Босни и Херцеговини. Прва фабрика ове компаније налазила се у сарајевском насељу Маријин Двор. 1960. године предузеће се са својим производним погонима сели у сарајевско насеље Пофалићи, гдје и данас живи. Најпознатији производ и свакако један од најуспјешнијих производа ове компаније су цигарете Дрина, понекад познате и као Сарајево Дрина.

## Производи
У својој дугој историји, ФДС је произвео велики број различитих цигарета.

### Списак прошлих и садашњих производа
- AurA extra
- AurA lights
- AurA super lights
- CODE red
- CODE blue
- CODE sky
- Bond
- Bosna
- Bosnae
- Damen
- Drava
- Drina
- Drina denifajn
- Drina jedina bijela
- Drina jedina zlatna
- Drina lights
- Drina super lights
- Flor
- Foča
- Guslar
- Hercegovina
- Ibar
- Internacional
- Lara
- Marlboro
- Morava
- Morava crvena
- Mostar
- Multi Nova
- Neretva
- Osmica
- Sarajevo
- Sarajka
- Sedef
- Skend
- Specijal
- Start
- Štefanija
- Sutjeska
- Tigra medium
- Vrbas
- Wind
- Zeta

## Такође погледајте
- Дуван
- Цигара